# Championnat d'Éthiopie de football 2022-2023
Navigation
Saison précédente Saison suivante
La saison 2022-2023 du Championnat d'Éthiopie de football est la soixante-dix-septième édition de la première division en Éthiopie, la Premier League. Elle regroupe, sous forme d'une poule unique, seize équipes du pays qui se rencontrent deux fois au cours de la compétition, à domicile et à l'extérieur. À l'issue de la saison, les trois derniers du classement sont relégués et remplacés par les trois meilleurs clubs de deuxième division.

## Déroulement de la saison
La saison débute le 30 septembre 2022.

## Les clubs participants
- Bahir Dar Kenema Football Club
- Ethiopian Coffee Sport Club
- Awassa City Football Club
- Fasil Kenema Sport Club
- Wolkite City Football Club
- Sidama Coffee FC
- Adama City Football Club
- Dire Dawa City FC
- Saint-George SC
- Hadiya Hossana FC
- Welayta Dicha FC
- Defence Force Sports Club
- Arba Minch Kenema
- Ethiopia Medhin FC - promu de D2
- Ethiopian Electric Power Corporation FC ou EEPCO - promu de D2
- Legetafo Legedadi - promu de D2

## Compétition
Le barème de points servant à établir les classements se décompose ainsi :
- Victoire : 3 points
- Match nul : 1 point
- Défaite : 0 point

### Classement
| Rang | Équipe               | Pts | J  | G  | N  | P  | Bp | Bc | Diff |
| ---- | -------------------- | --- | -- | -- | -- | -- | -- | -- | ---- |
| 1    | Saint-George SC T    | 64  | 30 | 18 | 10 | 2  | 54 | 21 | +33  |
| 2    | Bahir Dar            | 60  | 30 | 17 | 9  | 4  | 51 | 30 | +21  |
| 3    | Ethiopia Medhin FC P | 49  | 30 | 14 | 7  | 9  | 50 | 42 | +8   |
| 4    | Ethiopian Coffee     | 43  | 30 | 10 | 13 | 7  | 38 | 32 | +6   |
| 5    | Fasil City           | 43  | 30 | 11 | 10 | 9  | 29 | 24 | +5   |
| 6    | Hadiya Hossana FC    | 43  | 30 | 11 | 10 | 9  | 29 | 24 | +5   |
| 7    | Awassa City FC       | 42  | 30 | 10 | 12 | 8  | 34 | 32 | +2   |
| 8    | Adama City FC        | 41  | 30 | 11 | 8  | 11 | 41 | 36 | +5   |
| 9    | Defence SC           | 40  | 30 | 11 | 7  | 12 | 39 | 36 | +3   |
| 10   | Dire Dawa City FC    | 40  | 30 | 11 | 7  | 12 | 42 | 47 | -5   |
| 11   | Sidama Coffee FC     | 38  | 30 | 10 | 8  | 12 | 34 | 42 | -8   |
| 12   | Welayta Dicha FC     | 37  | 30 | 8  | 13 | 9  | 25 | 27 | -2   |
| 13   | Wolkite City FC      | 35  | 30 | 8  | 8  | 11 | 34 | 39 | -5   |
| 14   | Arba Minch Kenema    | 34  | 30 | 6  | 16 | 8  | 35 | 36 | -1   |
| 15   | Legetafo Legedadi P  | 18  | 30 | 4  | 6  | 20 | 24 | 67 | -43  |
| 16   | EEPCO P              | 15  | 30 | 2  | 9  | 19 | 27 | 51 | -24  |

|  | Qualification pour la Ligue des champions de la CAF 2023-2024                           |
|  | Qualification pour la Coupe de la confédération 2023-2024                               |
|  | Relégation directe en deuxième division                                                 |
|  | T : Tenant du titre C : Vainqueur de la Coupe d'Éthiopie P : Promu de deuxième division |

## Bilan de la saison
| Championnat d'Éthiopie de football 2022-2023 |                                |
| Champion                                     | Saint-George SC (31e titre)    |
| Qualifications continentales                 |                                |
| Ligue des champions de la CAF 2023-2024      | Saint-George SC                |
| Coupe de la confédération 2023-2024          | Bahir Dar Kenema Football Club |
| Promotions et relégations                    |                                |
| Promus en Premier League                     |                                |
| Relégués en Second League                    | Arba Minch Kenema              |
| Relégués en Second League                    | Legetafo Legedadi              |
| Relégués en Second League                    | EEPCO                          |